# Claustrophobia
Claustrophobia è il terzo album di Deca, pubblicato nel 1989 dalla Labyrinth Records e distribuito dalla Videostar.

## L'album
Sulla genesi di Claustrophobia molto è stato scritto, spesso senza fondamento e citando fonti inattendibili, al punto che attorno alla lavorazione di questo disco è nata un'aura quasi leggendaria andata ben oltre l'interesse strettamente artistico e culturale dell'opera.
Indubbia è una fase di ispirazione emotiva molto conflittuale e certo non solare, come l'autore stesso ha dichiarato in varie occasioni. Anche il titolo dell'opera ha contribuito a corroborare la tesi di una referenza autobiografica di momentaneo disagio. Tuttavia l'atmosfera che permea l'album è fondamentalmente frutto dell'esigenza di dare una svolta più personale al percorso di ricerca musicale che, fino ad allora, si era fermata alle composizioni tutto sommato abbordabili di Alkaid e Synthetic Lips, pubblicati rispettivamente nel 1986 e nel 1987.

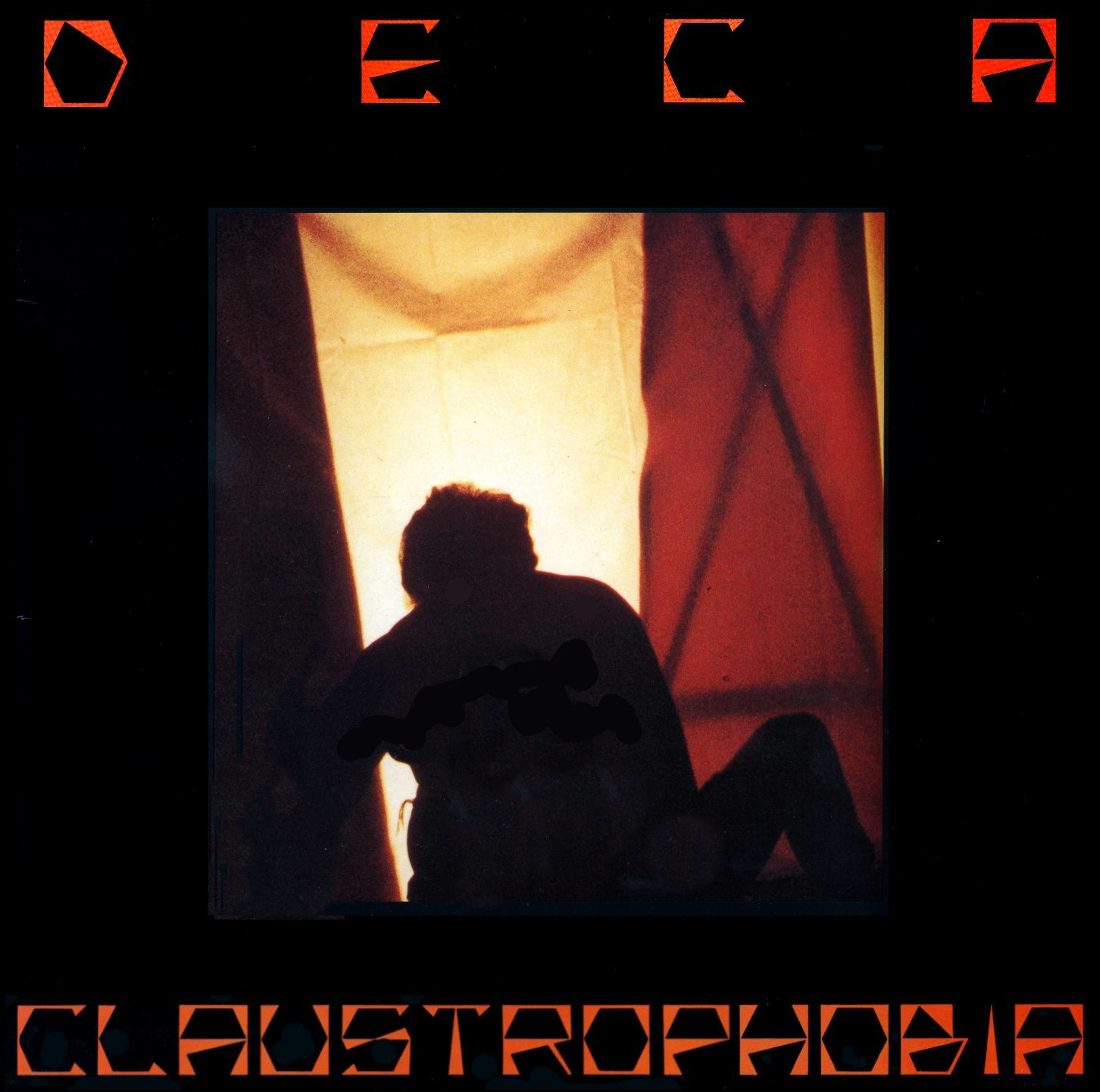

Nella realizzazione di Claustrophobia fu determinante anche il tipo di strumenti utilizzati; nella fattispecie il sintetizzatore Roland D20, che pur essendo considerato dagli addetti ai lavori una tastiera minore e poco versatile diventò poi uno dei segni distintivi delle alchimie sonore di Deca, compositore capace di sfruttare al meglio le tecnologie elettroniche a prescindere dalle loro potenzialità intrinseche.
Le timbriche taglienti ed essenziali che mescolano ronzii sintetici ad organi e clavicembali, i ritmi ossessivi e trascinati, la struttura rarefatta degli otto brani contenuti nel disco, unitamente ai titoli e alle iconografie della confezione fanno di Claustrophobia un excursus metafisico nei meandri della creatività ad un livello subcosciente e onirico.
A tale proposito è importante rilevare che tutta la preparazione dell'opera consta di una costruzione maniacale di autoriferimenti e autocitazioni, rendendola estremamente compatta nella sua concettualità. Persino l'etichetta discografica che pubblicò il vinile fu appositamente creata per l'occasione e battezzata Labyrinth Records, con i riferimenti del caso alla simbologia del labirinto.

## L'uso della voce
Ad oggi Claustrophobia è l'unico album di Deca in cui compaiono veri e propri brani cantati. In altre opere la voce compare con varie modalità interpretative e spesso filtrata da elaborazioni elettroniche, ma mai con una linea melodica che vada a costituire una canzone.
Le tracce Inframorte, Private Panic e Metamorphosis furono realizzate inizialmente come brani strumentali e solo in fase di mixaggio l'autore decise di arricchirle di una parte vocale consona alle atmosfere del disco. Con l'intenzione di rendere la sua voce strumento tra gli strumenti e di non viziare l'ascolto dell'album con testi intraducibili, utilizzò un linguaggio di sua invenzione a cui stava lavorando già precedentemente, denominato Tecnoi e strutturato con una grammatica mutuata dall'italiano e una fonetica di sintesi imperniata su un alfabeto notevolmente ridotto. Questo linguaggio particolare si adattò particolarmente bene alla tipologia di musica e di atmosfere dell'opera, suscitando interesse per l'estro con cui il compositore era riuscito a manifestare qualcosa di realmente innovativo e originale.

## Il Distonirismo
Benché su Claustrophobia non compaia alcun riferimento esplicito al Distonirismo si concorda sul fatto che l'opera abbia caratteristiche riconducibili a questa corrente artistica e culturale, di cui lo stesso Deca si era fatto promotore proprio in quegli anni e di cui siglò il Manifesto successivamente. È proprio nel 1988, infatti, che le teorie della Distorsione Onirica (poi Distonirismo) presero corpo e furono espresse per la prima volta nel concerto Oniric Warp con modalità compositive che avrebbero portato subito dopo alla creazione dei brani di Claustrophobia. In particolare, alcuni dei suoni elaborati e utilizzati per le musiche di Oniric Warp - che debuttò a Milano nell'ambito della rassegna Decadenze-a-Dissonanze nel novembre 1988 - si ritrovano anche in alcune delle tracce dell'album in oggetto; così come le impostazioni grafiche appositamente create per lo spettacolo che ricompaiono sulla copertina di Claustrophobia.
Altri sottintesi relativi alla veste distonirista sono poi rintracciabili nel testo pubblicato sull'inserto dell'album e nel disegno - sempre sull'inserto - firmato da Luigi Zecchini, che fu assieme a Deca uno dei promotori del Manifesto Distonirista. Di fatto, nelle intenzioni progettuali dell'autore la svolta impressa alla sua carriera artistica a partire da Claustrophobia non poteva prescindere da tutta una serie di cambiamenti che in quel periodo stavano germinando in modo decisivo; e nella fattispecie con l'approccio distonirista ridisegnavano il percorso creativo con una chiave di lettura completamente nuova.

## Successo di Claustrophobia
Stampato in tiratura piuttosto limitata, anche se non numerata, l'LP ebbe inizialmente tiepidi riscontri, soprattutto perché ancora difficilmente collocabile in un filone musicale preciso. Sul finire degli anni ottanta la distinzione tra i generi di nicchia nel più ampio panorama rock era spesso determinante nel suscitare attenzioni e nel godere di precisi canali di informazione e divulgazione. La stampa di settore si occupò marginalmente di Claustrophobia incerta se classificarlo come un disco di musica elettronica o new wave o industrial, vuoi per il tipo di sonorità, vuoi per il fatto che i brani fossero per metà strumentali e per metà cantati (in un linguaggio sconosciuto, per giunta).
Soltanto verso la metà degli anni novanta, con l'evoluzione e la diffusione della musica elettronica su nuovi fronti, critica e pubblico cominciarono ad individuare la seminalità di Claustrophobia e a rimarcarne la rilevanza per le innovazioni stilistiche che aveva portato; influenzando così una nuova generazione di musicisti ispirata dalle atmosfere nichiliste e oniriche dell'album. Anche in ambito collezionistico, questo vinile è diventato oggetto ricercato con quotazioni notevoli sul mercato dedicato.

## Curiosità discografiche
Di Claustrophobia circolano da tempo edizioni non ufficiali differenti dall'unica pubblicata originariamente con numero di catalogo LR0001 da Labyrinth Records e distribuita da Videostar. Una versione su cassetta contiene due tracce scartate dalla versione su vinile (perché ne avrebbero allungato troppo la durata): si tratta dei brani Infrauralis e Dark Machine, rispettivamente comparsi in via ufficiale solo nella compilation di musica industrial Distant Noises pubblicata dall'etichetta moscovita Other Voices nel 2012 ; e nella compilation REC - rarità e curiosità curata dallo stesso Deca nel 2006. Circola, inoltre, una versione su cd graficamente molto accurata e moto ricercata dai collezionisti.

## Tracce
1. Inframorte - 4.05
2. Carnal Flowers - 4.12
3. Timewarp - 4.25
4. Private Panic - 3.50
5. Cathedral Of Nightmares - 4.23
6. Liquid Animals - 3.10
7. Claustrophobia - 3.36
8. Metamorphosis- 5.50